# 伍兹霍尔海洋研究所
伍兹霍尔海洋研究所（英語：Woods Hole Oceanographic Institution）是专注于海洋科学与海洋工程的非盈利私人研究和教学机构，成立于1930年，是美国最大的独立海洋学研究所，拥有教职员工和学生约1,000人。
该研究所共有六個部門，氣候和海洋研究合作研究所，以及一個海洋政策中心。岸上基地位於馬薩諸賽州伍兹霍尔。資金主要來自國家科學基金會和其他政府部門的贈款和合同，也有部份來自各种基金會与私人捐助。

## 人物
- 下村脩 - 2008年諾貝爾化學獎得主

## 外部連結
- Woods Hole Oceanographic Institution （页面存档备份，存于）
- Woods Hole Scientific Community Publications
- Woods Hole buildings, aerial photo of
- Oceanus Magazine （页面存档备份，存于）, The Magazine that Explores the Oceans in Depth
- MIT/WHOI Joint Program （页面存档备份，存于）
- Project Oceanology （页面存档备份，存于）

41°31′28.26″N 70°40′15.50″W / 41.5245167°N 70.6709722°W